# Gilberto Aceves Alcocer
Gilberto Aceves Alcocer (Tototlán, Jalisco, 10 de junio de 1921-11 de noviembre de 2016) fue un político y líder sindical mexicano, miembro del Partido Revolucionario Institucional (PRI). Fue en dos ocasiones diputado federal y secretario general de la Federación de Sindicatos de Trabajadores al Servicio del Estado (FSTSE).

## Biografía
Tuvo estudios de primaria, secundaria y preparatoria, así como de carrera comercial, aunque no estudios profesionales. El primer cargo público que ocupó fue el de jefe de segundo turno de vigilancia en el entonces Departamento del Distrito Federal. Desde ese puesto comenzó a escalar cargos en la pólítica sindical como integrante del Sindicato Único de Trabajadores del Departamento del Distrito Federal (SUTDDF).
Llegó a ocupar los cargos de secretario general del SUTDDF, secretario de Acción Burocrática de la Confederación Nacional de Organizaciones Populares (CNOP) del Distrito Federal, secretario de Acción Social de la FSTSE, y secretario de Acción Burocrática del comité nacional de la CNOP de 1974 a 1975. En 1967 fue elegido diputado federal por primera ocasión, representando al Distrito 5 del Distrito Federal en la XLVII Legislatura que concluyó en 1970, y en donde fue integrante de las comisiones de Obras Públicas; y, de Reglamentos y Prácticas Parlamentarias.
En 1971 fue elegido secretario general de la Federación de Sindicatos de Trabajadores al Servicio del Estado (FSTSE) para el periodo que culminó en 1974. En 1973 por segunda ocasión fue elegido diputado federal, en esta ocasión por el Distrito 7 de Jalisco a la XLIX Legislatura que concluyó en 1976.
Falleció el día 11 de noviembre de 2016.